# Bahnhof Langenschwarz

Der Bahnhof Langenschwarz ist ein Betriebsbahnhof der Schnellfahrstrecke Hannover–Würzburg. Er liegt nahe Langenschwarz, einem Ortsteil der Marktgemeinde Burghaun im osthessischen Landkreis Fulda und trägt daher seinen Namen.

Blick auf den Nordkopf, mit anschließendem Dornbuschtunnel

Nördlich schließt sich der Dornbuschtunnel an, südlich der Witzelhöhetunnel.

## Geschichte

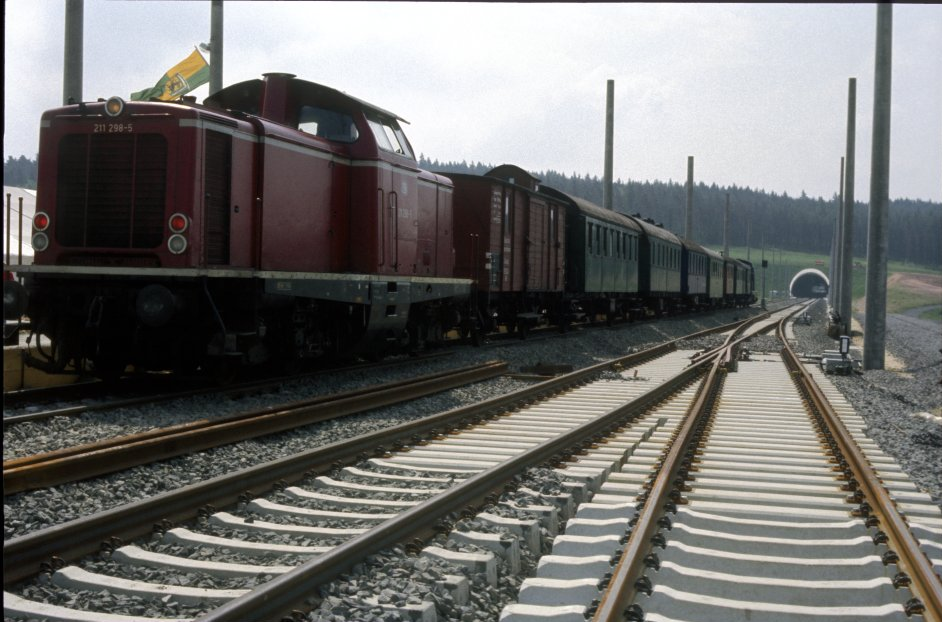
Blick vom Betriebsbahnhof Langenschwarz auf den Witzelhöhetunnel im Mai 1988

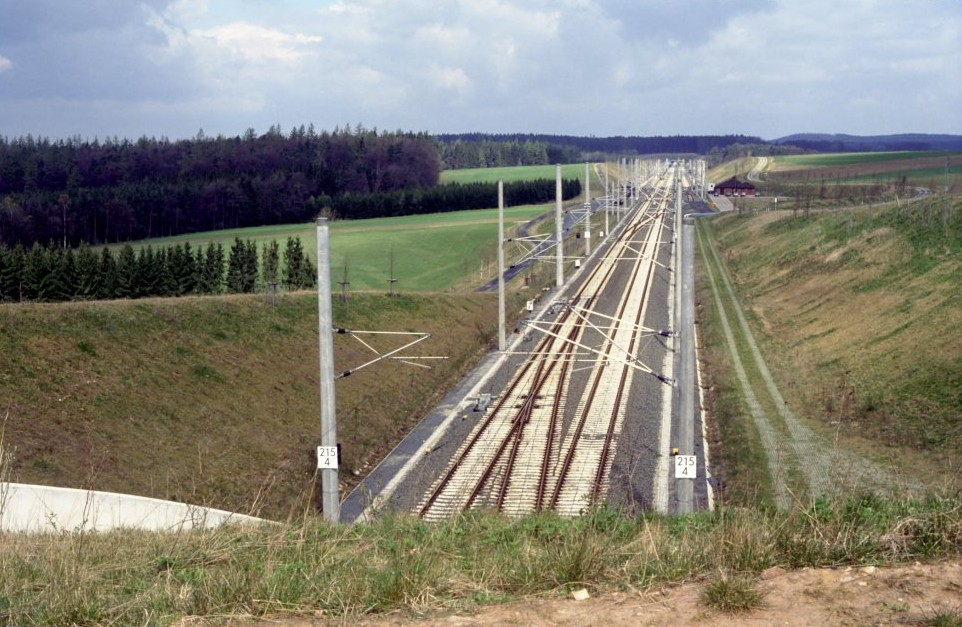
Blick vom Nordportal des Witzelhöhetunnels auf den Südkopf des Bahnhofs (ca. 1988)

Der Bahnhof war in der 1976 vorgelegten Variante III der Linienführung im Raum Fulda geplant (km 197 bis 199).
Der Bahnhof wurde mit fünf Gleisen geplant. Beidseitig der beiden durchgehenden Hauptgleise der Schnellfahrstrecke wurde je ein Überholgleis mit Nutzlängen von 750 m (westlich) bzw. 785 m (östlich) angelegt. Östlich daran wurde ein Aufstellgleis von 765 m Nutzlänge geplant. Auf der Ostseite der Anlage wurden ein Weichenmontageplatz (nördlich) sowie ein Stellwerk und Unterwerk (jeweils südlich) vorgesehen. In beiden Bahnhofsköpfen wurden Verbindungen zwischen den beiden durchgehenden Hauptgleisen durch jeweils vier Weichen (einfache Weichen 1200–1:18,5, im Zweiggleis mit 100 km/h befahrbar) vorgesehen, ebenso zur beidseitigen Anbindung der Überholgleise (insgesamt vier Weichen). Als Schutzweichen in den Überholgleisen wurden einfache Weichen EW 300–1:9 geplant, ebenso zur Anbindung des Aufstellgleises (weitere vier Weichen).
Der nahezu zwei Kilometer lange Bahnhof entstand in einer zuvor leicht hügeligen und überwiegend landwirtschaftlich genutzten Fläche. Es wurden insgesamt 26,4 Hektar Flächen in Anspruch genommen, die zuvor überwiegend (21,6 ha) landwirtschaftlich und teilweise forstwirtschaftlich (4,8 ha) genutzt wurden. Für den Bahnkörper wurden davon 6,8 ha in Anspruch genommen, der Rest sind (ökologisch nutzbare) Böschungsflächen, landwirtschaftliche Flächen und Biotope.
Die Bauarbeiten wurden am 1. Oktober 1984 begonnen und sollten Mitte 1988 beendet werden. Die Auftragssumme lag bei 10,7 Millionen DM. Insgesamt waren 530.000 Kubikmeter Boden abzutragen und 390.000 Kubikmeter in der Trasse wieder einzubauen. Es entstanden 10 bzw. 22 m hohe Dämme mit einer Sohlbreite von 95 bzw. 71 m und einer Kronenbreite von 13,7 bzw. 35 m. Die Einbauleistung lag im Mittel bei 4000 Kubikmetern pro Tag.
Der am 4. November 1987 begonnene Gleisbau von Fulda Richtung Norden führt zunächst bis zu dem 19 Kilometer entfernten Überholbahnhof Langenschwarz.
Die im März 2022 vorgestellte Vorzugsvariante der Aus- und Neubaustrecke Fulda–Gerstungen soll im Bahnhof Langenschwarz beginnen und von dort über Bad Hersfeld nach Ronshausen führen.